# در ترانزیت (فیلم)
در ترانزیت (به انگلیسی: In Transit) فیلمی محصول سال ۲۰۰۸ و به کارگردانی تام رابرتس است. در این فیلم بازیگرانی همچون توماس کرچمان، دانیل برول، ورا فارمیگا، جان مالکوویچ، ناتالی پرس، اینگه‌بورگا داپکونایته، تکلا رویتن، یوگنی میرونف و جان لینچ ایفای نقش کرده‌اند.